# ハリー・ペイヤー
ハリー・フランクリン・ペイヤー（Harry Franklin Payer, 1875年7月3日 - 1952年10月13日）は、アメリカ合衆国の弁護士。

## 生涯
オハイオ州クリーブランドにおいて、フランク・ペイヤー (Frank Payer) と メアリー・クロス (Mary Cross) の息子として誕生した。1893年にセントラル高校を卒業し、1897年にウェスタン・リザーブ大学で文学士の学位を取得した。1899年にクリーヴランド法科大学院を優等で卒業した。
1902年6月、クリーブランド市内においてフローレンス・L・グレイヴス (Florence L. Graves) と結婚した。2人の間にはフランクリン・L・ペイヤー (Franklin L. Payer) が生まれた。
1901年から1907年までクリーブランド市の法務官補佐を務めた。1933年6月13日にフランクリン・ルーズベルト大統領から国務次官補に任命された。6月19日に着任し、1933年11月26日まで国務次官補を務めた。
1952年10月13日、クリーブランド市内において死去。